# Meander
Meander je české nakladatelství, specializující se na vydávání umělecké, většinou bohatě ilustrované literatury pro děti a mládež. Vzniklo v roce 1995, sídlí v Praze. Kromě zahraničních autorů vydává původní tituly českých autorů (například Viola Fischerová, Jiří Stránský, Daniela Fischerová, Petr Nikl, Petr Stančík). Tituly nakladatelství získaly různá ocenění (například Zlatá stuha, Magnesia Litera, Nejkrásnější kniha ČR).

## Historie
První publikace Meandru vyšla v roce 1997, jednalo se o Adventní kalendář: 24 leporel s vánočními příběhy, básničkami a koledami a navíc jedna knížka nejoblíbenějších koled s notami.

### Zakladatelka

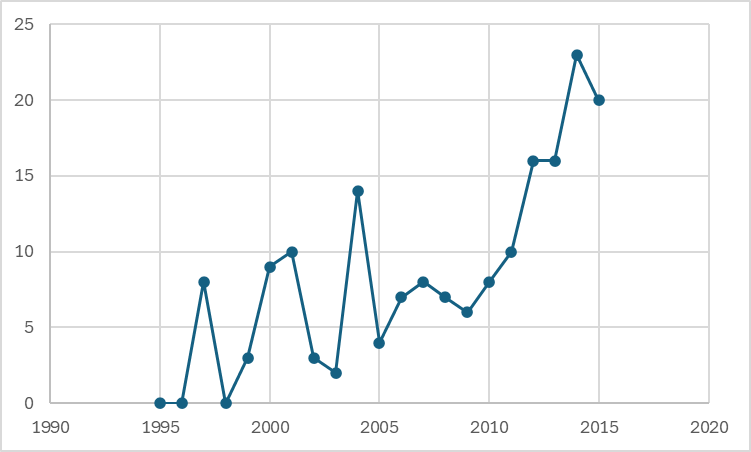
Graf znázorňující počet vydaných děl v nakladatelství Meander z let 1995-2015

Ivana Pecháčková (* 1. března 1958 Olomouc) vystudovala Výrobně ekonomickou fakultu Vysoké školy ekonomické v Praze (1981), poté pracovala jako inženýrka v podniku Intersigma, na Federálním ministerstvu práce a sociálních věcí, na rektorátu Univerzity Karlovy a na Filozofické fakultě tamtéž. Od roku 2010 je organizátorkou mezinárodního literárně-dramatického festivalu Děti, čtete?

## Vydavatelská politika
Nakladatelství Meander se věnuje převážně originální umělecké tvorbě pro děti a mládež a klade důraz na výtvarné pojetí vydaných titulů.
Průměrný náklad činí u překladových titulů zhruba 1 200 až 1 500, u původní české tvorby 1 500 až 1 700 výtisků. U zavedených autorů pak 2 000 výtisků. Asi nejslavnějším literárním dílem, vydaným v nakladatelství Meander, jsou Lingvistické pohádky od Petra Nikla.

## Vybrané projekty
V roce 2010 nakladatelství Meander podílelo na projektu Česká knihovna, určeného na podporu vydávání a distribuce uměleckých, avšak komerčně problematických děl české literatury, literární vědy a ilustrované tvorby pro děti i mládež.
Zakladatelka Ivana Pecháčková představila své nakladatelství na valné hromadě SKIP KDK, které se účastnila v roce 2016.
V roce 2020 vydalo nakladatelství omalovánky pro děti od čtyř let nazvané Jezevec Chrujda vyhání koronavirus (kniha vyšla jako 160. svazek umělecké edice Modrý slon; má 24 s.). Autor Petr Stančík vytvořil během nouzového stavu společně s ilustrátorkou Lucií Dvořákovou omalovánky s pěti výjevy o tom, jak s koronavirem bojují zvířátka v lese Habřinci. Tyto omalovánky se distribuovaly do nemocnic a ordinací.
Meander se také v roce 2022 zúčastnil festivalu současné české a slovenské literatury pro děti a dospělé s názvem LITERATURA 2022 pořádaného Českou a slovenskou školou Okénko v Londýně.

## Vybraná ocenění[1]

### Mezinárodní oceněnÍ
2006 (za rok 2005) – Zlatá stuha IBBY
2007 (za rok 2006) – Zlatá stuha IBBY
2008 – Čestná listina IBBY
2015 – Bílá vrána (cena pro lidi, kteří prošli dětským domovem, jejich vychovatele a zaměstnavatele, udělována společností yourchance o.p.s.)

### Národní ocenění
2006 – Magnesia Litera
2008 – Magnesia Litera
2009 – SUK – Čteme všichni
2012 – SUK – Čteme všichni
2015 – Muriel (komiksová cena udělována Českou akademií komiksu)